# Дружная-4
Дружная-4 — советская и российская сезонная антарктическая станция, расположенная на берегу бухты Саннефьорд залива Прюдс на нунатаке Лендинг.
Основным назначением летней базы в советское время являлось материально-техническое снабжение действующей в горах Принс-Чарльз полевой базы Союз и помощь в работе по строительству круглогодичной станции Прогресс.

## Деятельность
Открыта 1 января 1987 года и в течение пяти летних сезонов действовала непрерывно. Законсервирована 24 марта 1991 года.
Позднее, сезонные геолого-геофизические работы с базированием на Дружной-4 проводились ежегодно с 48 (2003—2004 гг.) по 54 РАЭ, и далее в 56, 58, 60-й РАЭ (Российской Антарктической экспедиции). Экологические работы на базе проводятся ежегодно (более 12 лет) в рамках сезонной деятельности Российской экспедиции.
25 декабря 2012 года проведены очередные плановые геолого-геофизические работы и исследования на сезонной полевой базе Дружная-4 и в полевом лагере Прогресс-3, созданном для выполнения авиационных геофизических работ.
13 марта 2013 года полевая база Дружная-4 была законсервирована, весь личный состав геолого-геофизического отряда 58-й сезонной РАЭ прибыл на борт НЭС «Академик Фёдоров».
14 апреля 2014 были завершены все работы. База в очередной раз законсервирована, все её сотрудники и 2 контейнера с приборами и оборудованием вертолетом вывезены на станцию Прогресс.
8 января 2015 произведена расконсервация всей инфраструктуры сезонной полевой базы Дружная-4.
1 марта 2015 года закончены полевые работы по геолого-геофизическим исследованиям в рамках программы 60-й сезонной РАЭ. Начаты работы по консервации сезонных полевых баз Дружная-4 и Прогресс-3.

## Климат
Климатические условия в районе базы благоприятны для проведения сезонных работ. Для весенне-летнего периода (середина ноября — середина марта) характерны температуры воздуха от 0 до −25 °С, но в начале и конце сезона температура может опускаться до −30 °C и ниже, особенно в ночное время. Ясная малооблачная погода сохраняется в среднем около 10-12 дней в месяц.